# Bidens negriana
Bidens negriana là một loài thực vật có hoa trong họ Cúc. Loài này được (Sherff) Cufod. mô tả khoa học đầu tiên năm 1967.